# Manakau
Der Manakau ist mit 2608 m Höhe der höchste Berg der Seaward Kaikoura Range auf der Südinsel Neuseelands. Der Name der Māori lässt sich frei als „schwimmende Macht“ übersetzen.

## Geographie
Der Manakau ist der einzige Gipfel der Bergkette, der eine Höhe von 2600 Metern überschreitet. Wasser entlang der Nordwestflanke fließt zum Waiau Toa / Clarence River, der die Seaward Kaikoura Range von der Inland Kaikoura Range trennt. Entlang der Südostseite führt der Hapuku River das Wasser zum Pazifik, wo letztlich auch der Waiau Toa / Clarence River mündet.

## Geologie
Das Basisgestein besteht hauptsächlich aus Varianten des Sedimentgesteins von Sandstein und Mudstone sowie in kleineren Mengen aus Kalkstein und Chert. Es stammt aus der frühen Kreide und ist etwa 100 bis 145 Millionen Jahre alt.